# A-bus (Næstved)
 For alternative betydninger, se A-bus. (Se også artikler, som begynder med A-bus)
A-busser er en type bybusser i Næstved, der kører forholdsvis ofte og er let tilgængelige i kraft af mange stoppesteder. A-busserne er gule og kan kendes på deres røde hjørner.
Næstved fik i 2010 en A-buslinje blandt andet for at kunne give bedre transport, end det daværende bybusnet i byen kunne give. Det daværende bybusnet havde blandt andet ikke aftenkørsel på nogle linjer bortset fra linje 2A, der kørte i timedrift. Linjen blev senere nedlagt og erstattet af en almindelig bybusrute 601. Den 27. juni 2022 fik Næstved atter en A-buslinje, da linje 601 atter blev opgraderet til A-bus.
A-busserne tilhører trafikselskabet Movia, der har udliciteret driften til Tide Bus. Busserne er 12 m-busser af typen Yutong, der har garage på Tides anlæg ved Næstved Station.

## Generelt
A-busser er oprindelig HUR Trafiks og nu Movias udgave af begrebet stambusser, der også findes i flere andre større byer under forskellige betegnelser, for eksempel Aalborg (metrobusser) og Stockholm (blåbusslinjer). De er tænkt som linjer af høj kvalitet med hyppig drift og direkte linjeføringer, der udgør et attraktivt grundnet. Med deres røde hjørner i højre side foran og venstre side bagpå er de let genkendelige. På stoppestedsstanderne er de markeret med røde skilte, ligesom der en del steder er automatisk nedtælling til næste bus på de linjer, der stopper der.
Næstved blev betjent af en A-buslinje fra 2010 og indtil 2016, hvor linjen kørte i kvartersdrift fra tidligt om morgenen, og indtil ved 19-tiden om aftenen hvor driften overgik til halvtimesdrift indtil omtrent midnatstid. Næstved blev ligeså betjent med kvartersdrift lørdag formiddag til omkring ved 14-tiden, hvor halvtimesdriften satte ind.

## Historie
Linje 601A som A-bussen i Næstved hed blev oprettet i 2010 som følge af at Næstved skulle have et nyt bybusnet. Bybusserne i det gamle bybusnet kørte ifølge Movia i et meget dårligt setup hvor der blandt andet ikke var aftenbetjening ud over på en enkelt linje der hed 2A. Linjenettet bestod for øvrigt af én punkt til punkt-linje, nemlig linje 2 og så bestod det resterende bybusnet af tre ringlinjer der startede og sluttede på Næstved Station. Udelukkende linje 2 havde en gren der kørte om aftenen efter klokken 18, hvorimod det resterende bybusnet kørte i garage.
Som følge af det nye bybusnet tog Movia kampen op med Næstved kommune og fik dem overbevist om at Flextur om aftenen ikke var sagen, og der blev etableret fire nye punkt til punkt-buslinjer i Næstved by hvoraf den daværende linje 2 blev lettere omlagt i nordenden af Næstved og blev omdøbt til linje 601A. Linje 601A startede med kørsel hvert kvarter som den daværende linje 2, men blev om aftenen og i weekenderne opgraderet fra at køre timedrift til at køre halvtimesdrift.
Næstved byråd var tilfredse med det nye bybuslinjenet i Næstved, men det afholdte dem dog ikke fra besparelser. I 2014 blev Linje 601A degraderet til uden for myldretiderne kun at køre 20-minuttersdrift på hverdage og timedrift om søndagen, og dette stod uden for Movia's normale A-bus koncept. Efter en masse tovtrækkeri frem og tilbage mellem Næstved Kommune og Movia degraderede Movia i 2016 linjen til en normal bybusrute kaldet linje 601, men med samme linjeføring som Linje 601A. Linje 601 blev senere hen igen degraderet til 20-minuttersdrift fra driftsstart ved 4.45-tiden om morgenen og indtil ved 19-tiden om aftenen på hverdage, før den overgik til halvtimesdrift. I sommeren 2021 overgik linjen i dagperioden til halvtimedrift om søndagen fra klokken 9 til 17.
Den 26. juni 2022 rullede linje 601 for sidste gang. Linje 601A kom atter på gaden den 27. juni 2022, og første afgang i den nye æra med A-busser i Næstved blev foretaget fra Dyssegårdsvej og imod byen og Kuhlausvej klokken 6.58.

## Linje 601A vender tilbage
Den 12. oktober 2021 og efter at havde kigget på flere muligheder for at spare penge men at forbedre busdriften, så besluttede Næstved byråd sig for at linje 601A skulle tilbage i rute. Linjen startede med at køre som den gjorde ved den første oprettelse i 2010.
Udover dette opgraderedes en anden af Næstveds bybusser kaldet linje 603 til at køre 30-minutters drift i hele driftsperioden. Næstved Kommune har valgt at omlægge skolebusdriften til en kommunal service i stedet for at lade den blive drevet af Movia, og dette sparer kommunen en god slat penge, som blandt andet er blevet brugt på bybusopgraderingerne grundet stigende passagertal og fejl som byrådet tidligere har begået ved at degradere linje 601A.
I modsætning til den gamle version af ruten betjener den nye linje 601A ikke Teatergade og Jernbanegade, idet at der har været en del beboerklager i Næstved omkring busdriften på disse gader, og det fik byrådet til at lægge linje 601 om til at køre kun af Farimagsvej.

### Elektriske busser
Byrådet i Næstved har indstillet til Movia at bybuskørslen i Næstved fra foråret 2022 skal foregå med elbusser, og dette inkluderer naturligvis også linje 601A efter dens genoprettelse.

## Historisk overblik
- Overordnet linjevariant
  - Holsted Allé – Dyssegårdsvej
- Vigtige knudepunkter
  - Næstved st., Næstved Storcenter.

| Entreprenør | Entreprenør                 |
| Fra         | Entreprenør, anlæg          |
| ----------- | --------------------------- |
| 12-12-2010  | Nobina Danmark A/S, Næstved |
| 27-06-2022  | Tide, Næstved               |

| Rutehistorik (permanente og længerevarende midlertidige større ændringer) | Rutehistorik (permanente og længerevarende midlertidige større ændringer) |
| Dato/periode                                                              | Ændring |
| ------------------------------------------------------------------------- | --- |
| 12-12-2010                                                                | Linje 601A oprettes ad følgende rute: Holsted Allé – Næstved Storcenter – Østre Ringvej – Erantisvej – Hvedevænget – Farimagsvej – Næstved st. – Jernbanegade – Teatergade – Indre Vordingborgvej – Vordingborgvej – Parkvej – Svendborgvej – Parkvej – Dyssegårdsvej Linjen erstatter dele af linje 1, 1A, 2 og 2A, der alle nedlægges. |
| 12-12-2012 - 01-04-2013                                                   | Omlægges ad Farimagsvej i retning mod Dyssegårdsvej. Omlægningen skyldes vejarbejde og ensretning af Jernbanegade. |
| 11-12-2016                                                                | Linje 601A nedlægges og ændres til en almindelig bybus ved navn linje 601 med færre afgange, men samme linjeføring. |
| 27-06-2022                                                                | Linje 601A genoprettes med næsten samme linjeføring som den hidtidige rute, dog med få undtagelser. |

## Galleri
- Linje 601A i den gamle udgave, før ruten blev degraderet og siden genoprettet.
- Den nye udgave af Linje 601A i Næstved, og en linje 603 i baggrunden
- Linje 601A ved Næstved station på vej imod Kuhlausvej
- Linje 601A i Næstved retning imod Dyssegårdsvej. En linje 670 i baggrunden imod Skælskør
- Linje 601A ved stoppestedet Gallemarksvej
- Rute 601A inden afgang imod Dyssegårdsvej